# Leptodea leptodon
Leptodea leptodon es una especie de molusco bivalvo  de la familia Unionidae.

## Distribución geográfica
Es  endémica del América del Norte.